# TELEPHONE (BOW WOWのアルバム)
『TELEPHONE』（テレフォン）は、BOWWOWの6枚目のオリジナル・アルバム。

## 概要
歌謡ポップ路線を追求していた時代のアルバムで、歌とメジャーコード主体の曲を具現化している。
プロデューサーとして、アリスの矢沢透が参加した。
山本は、ポップとロックの融合を模索していた時期のアルバムであると語っている。
2011年1月12日には、デビュー35周年記念の初CD化企画により紙ジャケット仕様で再発売した。

## 収録曲
1. Hot Rod Tornade
  - 作詞：水谷啓二 / 作曲：佐野賢二
2. Good Time's R&R
  - 作詞：中原塁 / 作曲：山本恭司、斉藤光浩
3. Lullaby Of Jenny
  - 作詞：小林和子 / 作曲：山本恭司
4. Carnival
  - 作詞：山本恭司 / 作曲：新美俊宏
5. Keep On Rockin'
  - 作詞・作曲：山本恭司
6. Lonesome Way
  - 作詞：小林和子 / 作曲：斉藤光浩
7. Rolling Night
  - 作詞：小林和子 / 作曲：山本恭司
8. Tomorrow In Your Life
  - 作詞：小林和子 / 作曲：山本恭司
9. Short Piece
  - 作曲：山本恭司
  - インストゥルメンタル曲。
10. Rainy Train※2011年盤のみ
  - 作詞・作曲：山本恭司
11. Last Song※2011年盤のみ
  - 作詞・作曲：山本恭司